# Бесагаський сільський округ (Талгарський район)
Бесага́ський сільський округ (каз. Бесағаш ауылдық округі, рос. Бесагашский сельский округ) — адміністративна одиниця у складі Талгарського району Алматинської області Казахстану. Адміністративний центр — село Бесагаш.
Населення — 16824 особи (2021; 15625 у 2009, 9030 у 1999, 6043 у 1989).
Станом на 1989 рік існувала Дзержинська сільська рада (села Акбулак, Алмали, Дзержинське, Кербулак, Коктобе, Куйбишево). Пізніше села Алмали, Кербулак, Коктобе та Куйбишево були включені до складу міста Алмати.

## Склад
До складу округу входять такі населені пункти:
| Населений пункт | Населення, осіб (1989) | Населення, осіб (1999) | Населення, осіб (2009) | Населення, осіб (2021) |
| --------------- | ---------------------- | ---------------------- | ---------------------- | ---------------------- |
| Акбулак, село   | 134                    | 173                    | 167                    | 192                    |
| Бесагаш, село   | 5909                   | 8857                   | 15458                  | 16632                  |